# Speak (película)
Speak, es una película estadounidense del año 2004 dirigida por Jessica Sharzer.

## Datos de la película
Basada en la novela del mismo título escrita por Laurie Halse Anderson, Speak cuenta con la participación de Elizabeth Perkins, D.B. Sweeeney y Steve Zahn. Es el primer papel protagonista de Kristen.
Película del cine independiente Showtime Entertainment, con duración de 93 minutos, en el año 2004, clasificada como PG-13.

## Reparto
- Kristen Stewart – Melinda Sordino
- Michael Angarano – David Petrakis
- Steve Zahn – Sr. Freeman
- Robert John Burke – Sr. Neck
- Hallee Hirsh – Rachel Bruins
- Eric Lively – Andy Evans
- Leslie Lyles – Hairwoman
- Elizabeth Perkins – Joyce Sordino
- Allison Siko – Heather
- D.B. Sweeney – Jack Sordino

- Datos: Q1538710